# Larbi Chebbak
Larbi Chebbak (3 mai  1946 – 30 de enero de 2020) fue un futbolista de Marruecos que jugó en la posición de centrocampista. Era el padre de la también futbolista Ghizlane Chebbak.

## Carrera

### Club
Jugó toda su carrera con el Union Sidi Kacem de 1971 a 1981.

### Selección nacional
Jugó para Marruecos en 33 ocasiones de 1972 a 1976 y anotó un gol; participó en dos ediciones de la Copa Africana de Naciones donde salió campeón en la edición de 1976.

## Logros
- Copa Africana de Naciones (1): 1976